# Гвенвинвин ап Оуайн
Гвенвивин ап Оуайн (валл. Gwenwynwyn ap Owain; ум. 1216) — уэльский правитель южной части Поуиса. Сын Оуайна и его жены Гвенллиан.

## Первое правление
В 1197 году Оуайн Кивейлиог умирает. Гвенвинвин становиться королём Южного Поуиса.
Гвенвинвин был наиболее могущественным правителем Поуиса того времени и соперничал с Лливелином Великим за верховенство среди князей Уэльса. В его честь Южный Уэльс называли Поуис-Венвинвин. Гвенвинвин пользовался поддержкой Иоанна Безземельного и в 1197 г. захватил Арвистли. Однако вскоре Иоанн выдал свою дочь замуж за Лливелина. В 1208 г. король Англии позволил зятю захватить Кередигион и Южный Поуис. Кроме того, князь Гвинеда разрушил Матравал, родовой замок князей Поуиса. Кто точно была женой Гвенвинвина неизвестно. Ею была либо Маргарет Корбет, либо Маргарет, дочь Лорда Риса.

## Второе правление
В 1212 г. Гвенвинвин помирился с Лливелином, и восстал против Иоанна. Папа Иннокентий III даже освободил его и еще нескольких союзников Лливелина от вассальной присяги королю Англии и оставил их владения в лоне церкви, в то время как вся Англия и часть Уэльса находились под интердиктом. Однако дружба двух князей длилась лишь четыре года. В 1216 г. Иоанн восстановил право Гвенвинвина на Южный Поуис, и тот, презрев все клятвы, предал Лливелина. Князь Гвинеда попытался решить дело миром, но Гвенвинвин ничего не ответил на его призывы. Тогда все князья Уэльса ополчились против Гвенвинвина и под предводительством Лливелина захватили Южный Поуис. Гвенвинвин бежал в Англию к графу Честеру и в том же году умер.